# Vladimir Grammatikov
Vladimir Grammatikov (russisk: Влади́мир Алекса́ндрович Грамма́тиков) (født 1. juni 1942 i Jekaterinburg i Sovjetunionen) er en sovjetisk filminstruktør, skuespiller og manuskriptforfatter.

## Filmografi
- Usatyj njan (Усатый нянь, 1977)[1][2]
- Sjla sobaka po rojalju (Шла собака по роялю, 1978)
- Zvezda i smert Khoakina Murjety (Звезда и смерть Хоакина Мурьеты, 1982)
- Mio, min Mio (Мио, мой Мио, 1987)
- Sestritjki Liberti (Сестрички Либерти, 1990)
- Malenkaja printsessa (Маленькая принцесса, 1997)